# Cylistella sanctipauli
Cylistella sanctipauli là một loài nhện trong họ Salticidae.
Loài này thuộc chi Cylistella. Cylistella sanctipauli được Ilka Maria Fernandes Soares & Hélio Ferraz de Almeida Camargo miêu tả năm 1948.